# 教皇の書
『教皇の書』（きょうこうのしょ、ラテン語: Liber Pontificalis) は、聖ペテロから15世紀までの教皇についての伝記である。 初めて作成された『教皇の書』は ハドリアヌス2世（867年 – 872年）または ステファヌス5世（885年 – 891年）の記述でとどまっていたが、後に別の文体で補完され、エウゲニウス4世（1431年 – 1447年）、その後ピウス2世（1458年 – 1464年）までの記述が追加された。8世紀から18世紀までの記述は実質的にはほとんど無批判に引用されてきたが、『教皇の書』は「非公式の教皇プロパガンダの手段」であったとして現代の学者たちによる厳しい精査を受けている。
Liber Pontificalisという題名が一般的になったのは15世紀になってからであり、19世紀のデュシェンヌによる編集の後に公式に認められる題名となった。しかしその名の起源は12世紀にまでさかのぼる。現存する最古の文書では、この本はLiber episcopalis in quo continentur acta beatorum pontificum Urbis Romae、そして後には、 GestaまたはChronica pontificumと呼ばれている。

## 著者

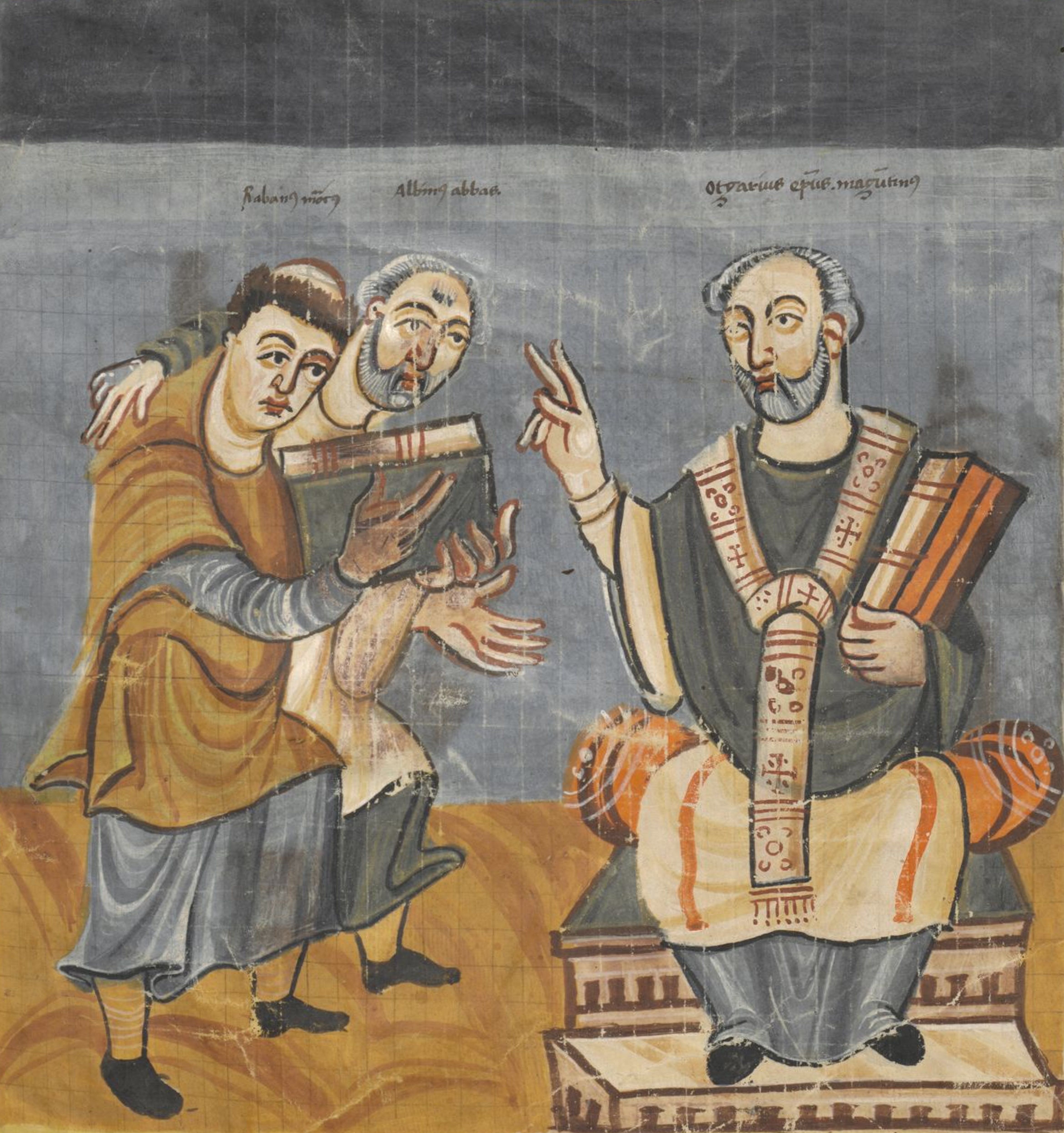
Rabanus Maurus (en (left) was the first to attribute the Liber Pontificalis to Saint Jerome (:en:Jerome).

中世においては、中世の文書の序文として発表された、聖ヒエロニムスとダマスス1世 (366–383) が交わしたとされる手紙に基づいて、聖ヒエロニムスがダマスス1世までのすべての伝記の著者であると考えられていた。この考えはラバヌス・マウルス・マグネンティウスに端を発し、13世紀に書の内容を拡充したオパヴァのマルティンによって繰り返された。他の説としては、初期の書が ヘゲシッポスや エイレナイオスの著作であるという説が、カエサレアのエウセビオスによって唱え続けられている。

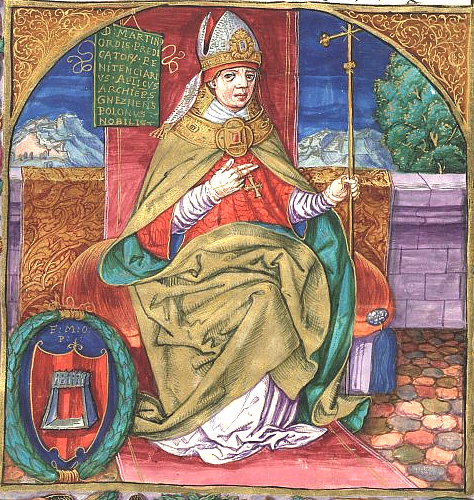
Martin of Opava continued the Liber Pontificalis into the 13th century.

16世紀には、オノフリオ＝パンヴィニオが、ダマスス以降、教皇ニコラウス1世 (858–867)までの伝記の作者が アナスタシウス・ビブリオテカリウスであると述べた。アナスタシウスは17世紀まで書の著者であると言われ続けたが、この説に関してはカエサル・バロニウスやジョヴァンニ・チャンピーニ、エマニュエル・スヘルストラートなどにより反論されている。

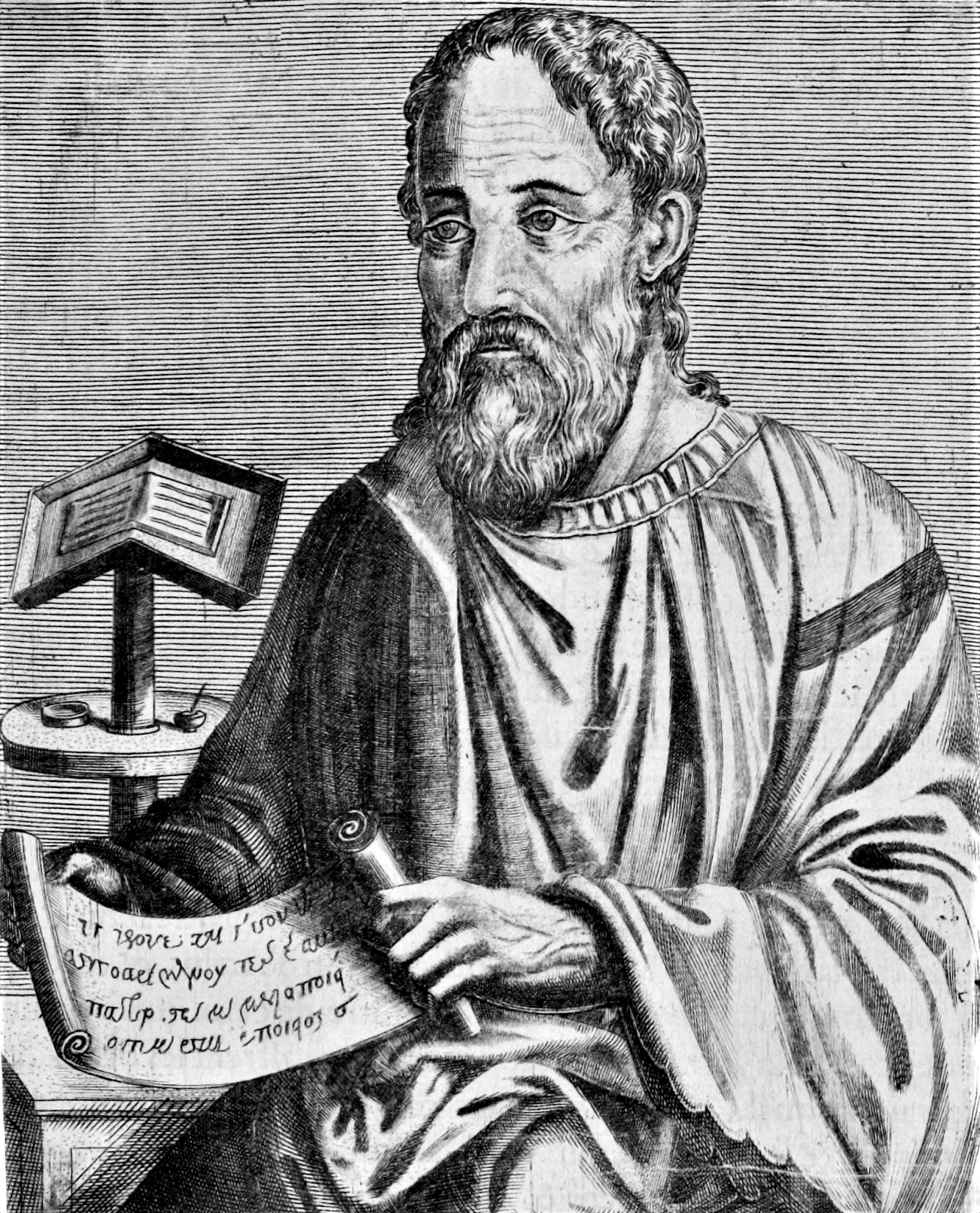
カエサレアのエウセビオスは『教皇の書』を4世紀まで存続させた。

現代の解釈では、主要な研究用エディションを編集したルイ・デュシェンヌの考えに従い、「『教皇の書』は徐々に、そして非体系的に編集されたため、原作者が誰であるかを決定することは、一部の例外を除き不可能である。」と捉えられている。デュシェンヌたちはCatalogus Liberianusを根拠に、教皇フェリクス3世 (483–492)までの『教皇の書』が、教皇アナスタシウス2世 (496-498)の同時代人である一人の著者による作品であると捉えているが、これは ローマのヒッポリュトスの目録や、すでに現存していないLeonine Catalogueの記述を引用していた。専門家のほとんどは、『教皇の書』が5世紀または6世紀に最初に編集されたと考えている。
教皇庁会計院の記録（vestiarium）によって、 初期の『教皇の書』の著者が教皇庁の宝庫に勤める書記であったとの仮説が立てられた。 エドワード・ギボンの『ローマ帝国衰亡史』 (1788)は、『教皇の書』 は「8世紀または9世紀の教皇の司書や書記」により作成され、一番新しい部分に関してのみアナスタシウスが編集した、という専門家たちの一致した意見がまとめられている。
デュシェンヌたちは、『教皇の書』に初めて加筆した著者が教皇シルウェリウス (536–537)の同時代人であり、またさらに教皇コノン (686–687)の同時代人もまた別の(2回目の加筆であるかどうかは不明だが)加筆を行ったと考えている。後の教皇の記述は、ひとりずつ、教皇の治世期間、または教皇の死後すぐに加筆された

## 内容
『教皇の書』は元々ローマの司教の名前と教皇職に就いていた期間を記載していたものにすぎなかった。6世紀にこの書が拡張されたとき、 それぞれの書には、教皇の誕生時の名前、教皇の父親、出生地、教皇になるまでに就いていた職業、教皇職に就いていた期間、（どのくらい完全に網羅されているかには差があるが）その期間における歴史的な特記事項、発された主要な宣言や教令、行政上の金字塔(建築活動、特にローマ の教会建築を含む), 叙階、死亡日時、埋葬された場所、その後生じた使徒座空位の期間などが書かれた。
『教皇の書』原本の写本は、ハドリアヌス2世 (867–872)までのみが残っている。しかし、ヨハネス8世、マリヌス1世、そしてハドリアヌス3世までの伝記は失われ、ステファヌス5世 (885–891)の伝記は未完成である。ステファヌス6世から、10世紀、11世紀を通じて、歴史的な記述が大幅に簡略化されてしまい、教皇の出生と治世期間しか書かれないことが多くなった。

## 拡大
ローマ教皇の伝記は他の媒体で一時的に存在していたが、『教皇の書』が組織的に作成されつづけるようになったのは、12世紀になってからであった。

### ペトルス・ギレルミ
デュシェンヌは、サン・ジル修道院(マルヌ管区)にいたペトルス・ギレルミの、1142年の文書について、 Liber Pontificalis of Petrus Guillermi (ウィリアムの息子)と呼んだ。ギレルミの書いたものは、その大半がアラトリのウーゴの甥であるパンドルフォが編集した伝記に多少の追加、削除を行った他の作品からの転載であった。また、パンドルフォの伝記は、レオ9世の伝記を除き、『教皇の書』原本からほぼ完全にコピーしたものである。ホノリウス2世 (1124–1130)まで、およびパスカリス2世 (1099–1118)からウルバヌス2世 (1088–1099)の同時代の情報については他の作品からの転載である。
デュシエンヌは グレゴリウス7世からウルバヌス2世までの伝記を、ピサのパンドルフの著作であるとしている一方で、デュシエンヌ以前の歴史家であるヴィルヘルム・フォン・ギーゼブレヒト やワテリッチなどは、グレゴリウス7世やウィクトル3世、ウルバヌス2世の記述がペトルス・ピサヌスによる著作であり、それに続く伝記がパンドルフによるものだとしている。マルティヌス4世 (1281–1285)までの伝記は、ペトルス・ギレルミが改訂し、オパヴァのマルティンの年代記から利用されたサン・ジル修道院(マルヌ管区)の写本以外は現存していない 。
14世紀初頭には、何者かがペトルス＝ギレルミの行った作業を継続し、マルティヌス4世 (d. 1285)からヨハネス22世(1316–1334)までの記述を、 ベルナール・ギーの 『教皇年代記』Chronicon Pontificum)からの情報とともに付け加えたが、1328年に急に終わっている。

### ボソ
ハドリアヌス4世により枢機卿団の一員となったボソ枢機卿が、ステファヌス5世までの記述でとどまっていた『教皇の書』の記述を充実させようと自主的に試みたが、彼の作品は、彼の死後初めて『ローマ教皇の事績』(Gesta Romanorum Pontificum)として、 ホノリウス3世の『財産調査書』Liber Censuumと同時に出版された。ボソは ヨハネス12世からグレゴリウス7世までの時期についてはスートリのボニッツォに頼って教皇の書を執筆し、また 自らの経験に基づきゲラシウス2世 (1118–1119) からアレクサンデル3世 (1179–1181)までの時期について加筆した。

### 教会大分裂
編集作業がエウゲニウス4世 (1431–1447)の治世の間に、自主的に行われ、 教会大分裂期の時代にあたるウルバヌス5世 (1362–1370) から マルティヌス5世 (1417–1431)までの伝記が追加された。後の編集追加の校訂本ではエウゲニウス4世の記述まで追加された。

### 15世紀
15世紀の教皇の伝記の二つは、『教皇の書』の続編とされる予定であったにもかかわらず、手つかずのままであった。一つ目の伝記は、ベネディクトゥス12世 (1334–1342) からマルティヌス5世 (1417–1431)、または他の文書によるとエウゲニウス4世(1431–1447)まで、にわたった。二つ目の伝記はウルバヌス6世 (1378–1389)からピウス2世 (1458–1464)までが行われた。

## 版

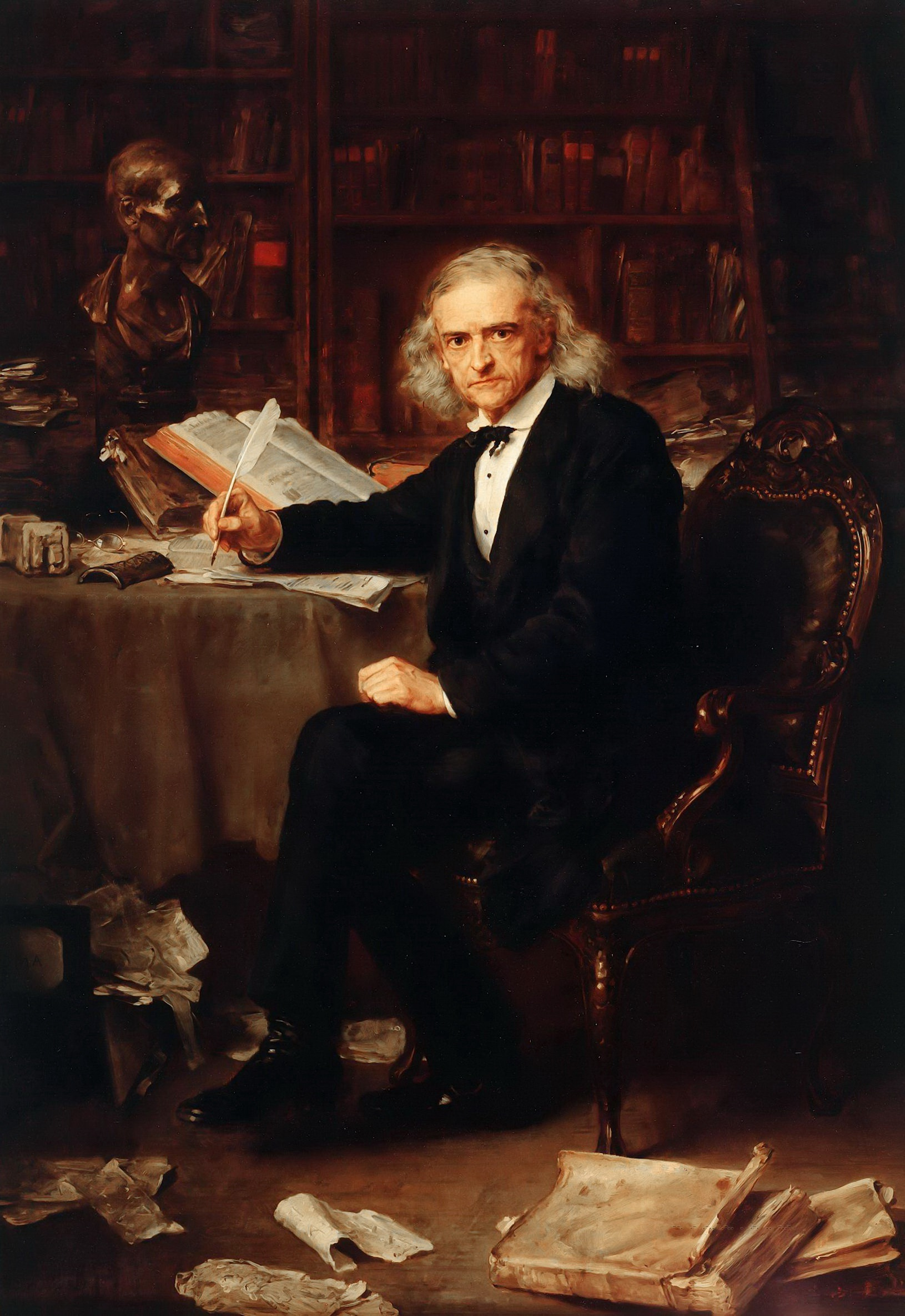
『教皇の書』の テオドール・モムゼン1898年版 は715年の記述までで終わっている。

『教皇の書』は J・バサエウスによって初めて、Anastasii bibliothecarii Vitæ seu Gesta. Romanorum Pontificum (Mainz, 1602)という題名で編集された。アナスタシウスのHistoria ecclesiasticaを含む新しい版は、ファブロッティ(パリ、1647)により編集された。 その他の版としては、ハドリアヌス2世までの古い『教皇の書』にステファヌス5世の記述を追加した、Fr・ビアンキーニ（4 vols., Rome, 1718–35。5巻目は未刊）により行われたものがある。ムラトーリはビアンキーニの版を再出版し、残りの教皇をヨハネス22世 (Scriptores rerum Italicarum, III)まで追加した。ミニェもビアンキーニの版を再編集し、いくつかの補足を加えた。(P. L., CXXVII-VIII).
現代の版はルイ・デュシェンヌ (Liber Pontificalis. Texte, introduction et commentaire, 2 vols., Paris, 1886–92)や、テオドール・モムゼン (Gestorum Pontificum Romanorum pars I: Liber Pontificalis, Mon. Germ. hist., Berlin, 1898)によるものを含んでいる。デュシェンヌは『ローマ年代記』Annales Romani (1044–1187) を『教皇の書』の版に組み入れたが、それまでは最初期の二つの有名な書の校訂本（530年と687年）のみに依拠していた。 モムゼンの版は完成しておらず、715年までしか追加されていない。 翻訳や詳しい論評は20世紀を通じて作られた。